# Josh Ralph
Joshua « Josh » Ralph (né le 27 octobre 1991 à Sydney) est un athlète australien, spécialiste du 400 m et du 800 m.

## Carrière
Sur 800 m, son record personnel est de 1 min 45 s 79, obtenu à Ninove (BEL) le 1er août 2015.
Il est détenteur du record national et d’Océanie du relais 4 × 800 m.